# صموئيل إشام
صموئيل إشام (بالإنجليزية: Samuel Isham)‏ هو رسام أمريكي، ولد في 12 مايو 1855 في نيويورك في الولايات المتحدة، وتوفي في 12 يونيو 1914 في إيست هامبتون في الولايات المتحدة.